# 维克托·尚布尔金
维克托·尚布尔金（俄語：Виктор Николаевич Шамбуркин，1931年10月12日—）出生于俄罗斯圣彼得堡，前苏联射击运动员。尚布尔金曾参与两届奥运会的射击比赛，其中在1960年罗马奥运会上摘得男子50米步枪三姿金牌。
| 50米步枪三姿 | 冠军 · 1149环 · 平前世界纪录 | 第9名 1142环 |
| 50米步枪卧射 | —                            | 第21名 590环 |